# Panis Angelicus

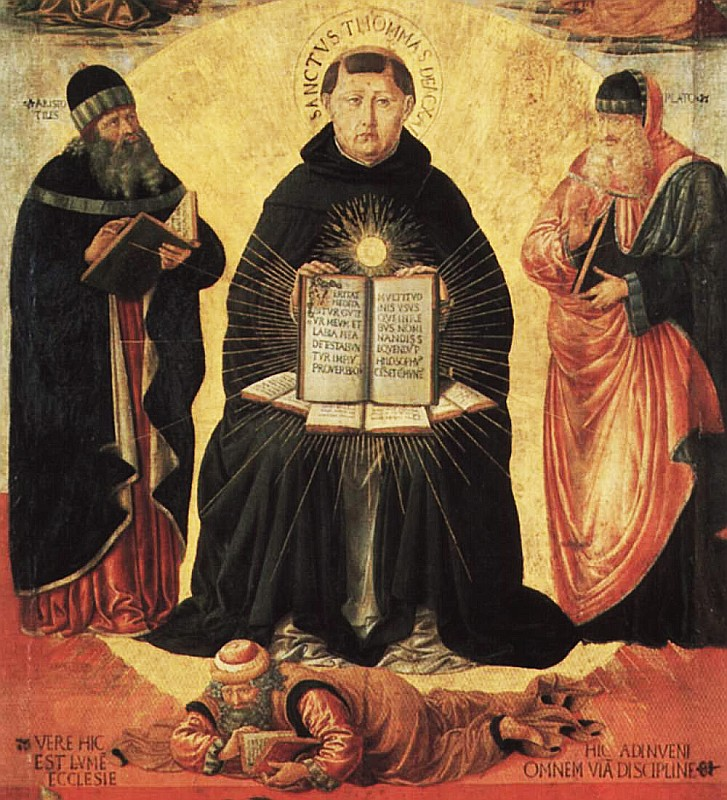
El triunfo de Santo Tomás de Aquino sobre Averroes por Benozzo Gozzoli, mostrando Santo Tomás de Aquino entre Aristóteles y Platón con el filósofo Averroes en el suelo

Panis Angelicus» (Pan Angelical) es un fragmento del Sacris solemniis, himno cristiano escrito por Santo Tomás de Aquino (1225-1274) para la fiesta del Corpus Christi. El Panis Angelicus corresponde a las dos últimas estrofas de las siete que componen el  Sacris Solemniis. Diferentes compositores le han puesto música a este himno religioso, entre ellos Cesar Franck.

## Letra
| Latín | Castellano(1) | Castellano(2) |
| --- | --- | --- |
| Panis angelicus fit panis hominum; Dat panis coelicus figuris terminum: O res mirabilis! manducat Dominum Pauper, servus, et humilis. Te trina Deitas unaque poscimus: Sic nos tu visita, sicut te colimus; Per tuas semitas duc nos quo tendimus, Ad lucem quam inhabitas. Amen. | El pan angelical es pan de hombres ya, y el manjar celestial ya en tierra se da: ¡Cosa de admiración! que el pobre y siervo acá coman a Dios sin excepción. Oh alta deidad, trino y un solo Dios nuestra necesidad, Señor, visitanos: por tu senda, Jesús, a todos guianos, a do estas en la eterna luz. Amén. | Y el pan de los ángeles llega a ser el pan del hombre desterrado sobre la Tierra. Este pan celestial pone término a las figuras de la antigua ley. Oh maravilla. Vemos al débil, al pobre y al esclavo alimentarse del Señor. Dios único Trinidad divina, te adoramos: dígnate visitarnos. Conducenos por tus santas vías al objeto donde se dirigen nuestros deseos, A esa eterna luz que habita en los cielos. Así sea. |

## Composiciones musicales
Diferentes compositores han puesto música a la letra del Panis Angelicus, entre ellos los siguientes: 
- Claudio Casciolini.
- Domenico Zipoli.
- Cristóbal de Morales.
- João Lourenço Rebelo.
- Joan Pau Pujol.
- Marc-Antoine Charpentier.
- Hilarión Eslava.[4]
- Camille Saint-Saëns.
- César Franck.

### César Franck
En 1872, César Franck escribió la música de una misa a tres voces para una peculiar y poco usada plantilla formada por soprano, tenor, bajo, violonchelo, contrabajo, arpa y órgano. El quinto número de esta obra es el «Panis Angelicus». La misa completa se interpreta en pocas ocasiones, pero el quinto número alcanzó gran popularidad y se ha convertido en una de las obras de música sacra más interpretadas. Ha sido cantada por numerosos intérpretes, entre ellos Plácido Domingo, Renata Tebaldi, Luciano Pavarotti (quien tiene una versión con Sting), Alfredo Kraus, Cecilia Bartoli, Juan Diego Florez, John McCormack y el cuarteto musical Il Divo.